# Carolin Leonhardt

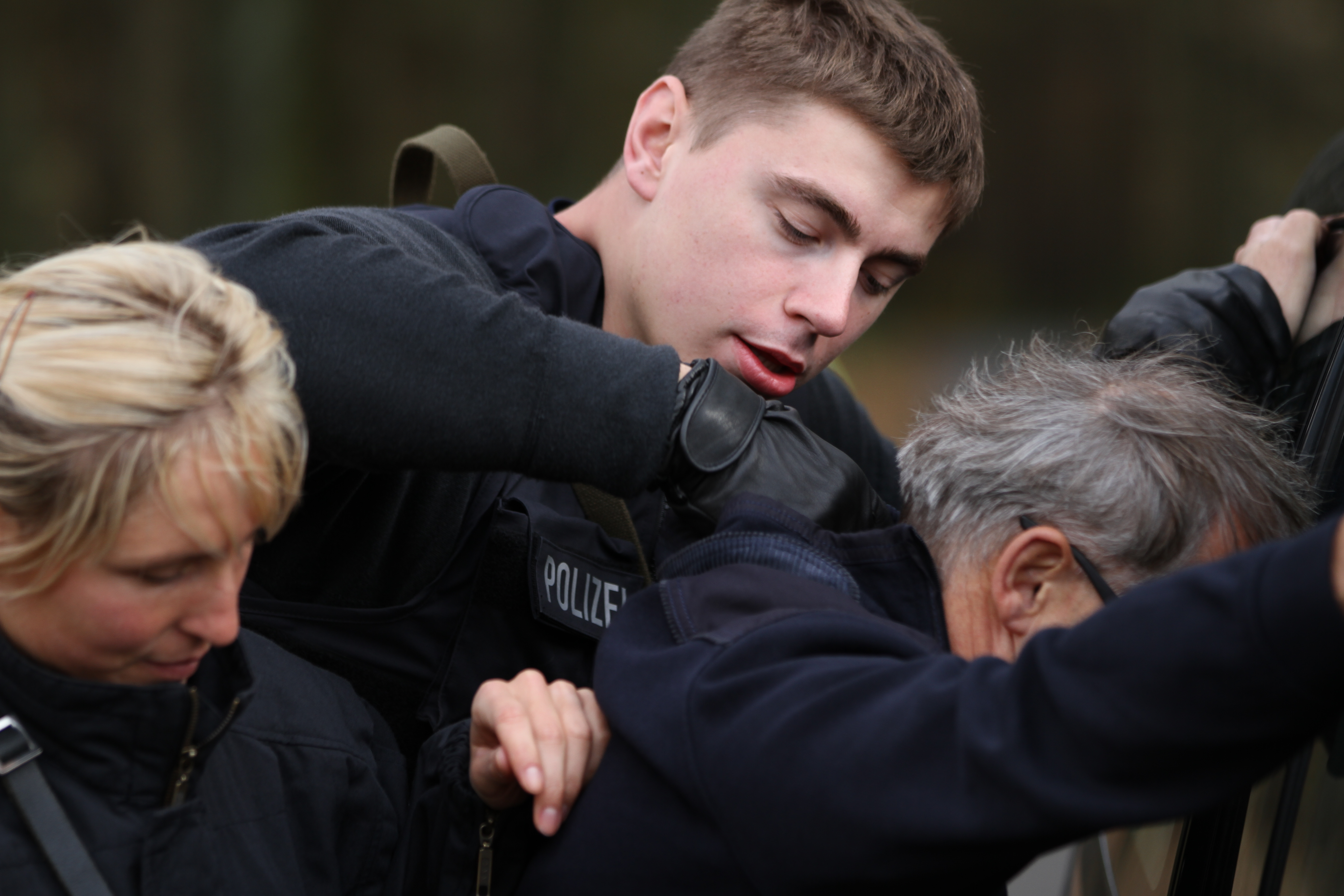
Carolin Leonhardt und Kugelstoßer David Storl bei der Polizeiausbildung in der Bundespolizeisportschule Kienbaum

Carolin Leonhardt (* 22. November 1984 in Lampertheim) ist eine ehemalige deutsche Kanutin. Sie ist mehrfache Welt- und Europameisterin und Olympiasiegerin.

## Leben
Leonhardt kam 1994 zum Kanusport. Erstmals machte sie auf sich aufmerksam, als sie mit 17 Jahren Junioren-Weltmeisterin im Vierer-Kajak über 500 m und im Zweier-Kajak über 1000 m wurde.
Die Kanurennsportlerin des WSV Mannheim-Sandhofen wurde bei den Olympischen Spielen in Athen 2004 zusammen mit Birgit Fischer, Katrin Wagner und Maike Nollen Olympiasiegerin im Vierer-Kajak über 500 m. Zusammen mit Birgit Fischer gewann sie im Zweier-Kajak über 500 m zudem die Silbermedaille.
Im Frühjahr 2008 konnte sie sich für die Olympischen Sommerspiele 2008 in Peking qualifizieren und sollte dort erneut im Vierer-Kajak an den Start gehen. Wenige Tage vor Beginn der Wettkämpfe erkrankte sie jedoch an einer Nebenhöhlenentzündung. Auf Anraten der Ärzte wurde sie auf der vorgesehenen Position im Vierer durch Ersatzfrau Conny Waßmuth ersetzt und musste vorzeitig aus dem olympischen Dorf abreisen. Im Finale von Peking 2008 errang der deutsche Vierer-Kajak der Frauen (500 m) ohne Leonhardt schließlich die Goldmedaille.
Bei den Olympischen Spielen 2012 erreichte Leonhardt im deutschen Vierer-Kajak der Frauen mit Tina Dietze, Franziska Weber und Katrin Wagner-Augustin über 500 m die Silbermedaille.
2016 beendete sie ihre Karriere.

## Internationale Erfolge
- Olympische Spiele
  - Olympiasiegerin Vierer-Kajak 500 m (2004)
  - Olympia-Silbermedaillengewinnerin Zweier-Kajak 500 m (2004)
  - Olympia-Silbermedaillengewinnerin Vierer-Kajak 500 m (2012)
- Weltmeisterschaften
  - Weltmeisterin Vierer-Kajak 200 m (2005, 2007, 2009)
  - Weltmeisterin Vierer-Kajak 500 m (2005, 2007)
  - Weltmeisterin 4 × 200 m Staffel (2011)
  - Vizeweltmeisterin Vierer-Kajak 500 m (2006, 2009, 2011)
  - Vizeweltmeisterin Vierer-Kajak 1000 m (2006)
  - Vizeweltmeisterin Vierer-Kajak 200 m (2006)
  - Vizeweltmeisterin Zweier-Kajak 1000 m (2009, 2010)
  - 3. Platz Vierer-Kajak 1000 m (2005)
- Europameisterschaften
  - Europameisterin Vierer-Kajak 200 m (2005, 2007)
  - Europameisterin Vierer-Kajak 500 m (2005, 2007, 2008, 2009, 2012)
  - Vizeeuropameisterin Vierer-Kajak 200 m (2006, 2009)
  - Vizeeuropameisterin Vierer-Kajak 500 m (2006)
  - Vizeeuropameisterin Vierer-Kajak 1000 m (2005, 2006)
  - Vizeeuropameisterin Zweier-Kajak 500 m (2004)
  - 3. Platz Vierer-Kajak 500 m (2011)
  - 3. Platz Zweier-Kajak 200 m (2004, 2010)
  - 3. Platz Zweier-Kajak 1000 m (2010)

## Ehrungen
- 2012: Silbernes Lorbeerblatt[5]